# Kronrat von Abessinien
Der Kronrat von Abessinien bzw. Äthiopien (englisch: Crown Council of Ethiopia) war von 1931 bis 1974 das offizielle Parlament, ein Verfassungsorgan des Kaiserreichs Abessinien und Beratungsgremium des äthiopischen Kaisers. Das Parlament war ein Zweikammer-Parlament und bestand zuerst aus dem Rat und einem Senat und später aus dem Rat und dem Volksrepräsentantenhaus.

## Geschichte
Das Parlament entstand nach dem Inkrafttreten der Verfassung von 1931. Es bestand aus zwei Kammern. Der Kronrat bestand bis 1936 nur aus Mitgliedern, die vom äthiopischen Kaiser Haile Selassie ausgewählt wurden. Der Senat bestand neben Adelsangehörigen auch aus Ministern und angesehenen Veteranen sowie aus Kommandeuren, welche für ihren langen Dienst anerkannt wurden. Beide Kammern hatten gleich viele Mitglieder. Die Legislaturperiode im Kronrat konnte bis zu 15 bis 20 Jahre dauern.
Mit dem Beginn des Abessinienkriegs und der darauffolgenden Okkupation des Landes durch das Königreich Italien wurde das Parlament von den italienischen Besatzern zwangsaufgelöst. Die meisten Mitglieder waren bereits zuvor aus dem Parlament ausgetreten und untergetaucht.
1941 gelang es äthiopischen Partisanen zusammen mit Großbritannien Abessinien zu befreien. Das Parlament wurde im Mai 1941 wiedererrichtet und die alten Amtsinhaber kehrten zurück. Dadurch kam es zu keiner Änderung in der Struktur der vorherigen Ordnung. Mit der Ausarbeitung einer neuen Verfassung 1955 wurde das Volksrepräsentantenhaus gegründet und ersetzte den Senat in seiner Funktion.
Im Jahr 1957 kam es zu den ersten Direktwahlen in der Geschichte des Kaiserreichs. Zwischen 1957 und 1974 gab es insgesamt fünf Direktwahlen für das Parlament, wobei das Volk zuerst nur Mitglieder für das Volksrepräsentantenhaus und erst später auch Mitglieder für den Kronrat wählen durfte. Am Ende des ersten Mandates erreichte die Mitgliederzahl des Kronrates 250 und die des Volksrepräsentantenhauses 125. Mitglieder. Diese Struktur blieb bis 1974 weitgehend erhalten.
Mit dem Putsch des Derg-Regimes im September 1974 wurde die Monarchie im selben Jahr abgeschafft und der Kronrat und sein Unterhaus 1975 aufgelöst. Die meisten Mitglieder, darunter der letzte Parlamentspräsident Prinz Asrate Medhin Kassa, wurden später während der kommunistischen Diktatur ermordet. Auch nach dem Sturz des Regimes wurde die Abschaffung des Rates durch die Verfassung der Demokratischen Bundesrepublik Äthiopien von 1995 bestätigt. Das Volksrepräsentantenhaus wurde aber als Unterhaus des äthiopischen Bundeshauses wiedergegründet. Der Kronrat, der seit 1975 seinen Sitz im Exil in Washington, D.C. hat, hat es sich zur Aufgabe gemacht, die kaiserliche Tradition wieder aufzurichten und sich für einen demokratischen Rechtsstaat Äthiopien unter einer konstitutionellen Monarchie einzusetzen. Ermias Sahle-Selassie ist seit 1983 Präsident des Rates.